# Hervé Asquin
 (mai 2024).
Il peut être nécessaire de l'améliorer pour respecter le principe de neutralité de point de vue. Veuillez consulter la page de discussion pour plus de détails.

 (mai 2024).
La mise en forme du texte ne suit pas les recommandations de Wikipédia : il faut le « wikifier ».
Les points d'amélioration suivants sont les cas les plus fréquents. Le détail des points à revoir est peut-être précisé sur la page de discussion.
- Les titres sont pré-formatés par le logiciel. Ils ne sont ni en capitales, ni en gras.
- Le texte ne doit pas être écrit en capitales (les noms de famille non plus), ni en gras, ni en italique, ni en « petit »…
- Le gras n'est utilisé que pour surligner le titre de l'article dans l'introduction, une seule fois.
- L'italique est rarement utilisé : mots en langue étrangère, titres d'œuvres, noms de bateaux, etc.
- Les citations ne sont pas en italique mais en corps de texte normal. Elles sont entourées par des guillemets français : « et ».
- Les listes à puces sont à éviter, des paragraphes rédigés étant largement préférés. Les tableaux sont à réserver à la présentation de données structurées (résultats, etc.).
- Les appels de note de bas de page (petits chiffres en exposant, introduits par l'outil «  Source ») sont à placer entre la fin de phrase et le point final[comme ça].
- Les liens internes (vers d'autres articles de Wikipédia) sont à choisir avec parcimonie. Créez des liens vers des articles approfondissant le sujet. Les termes génériques sans rapport avec le sujet sont à éviter, ainsi que les répétitions de liens vers un même terme.
- Les liens externes sont à placer uniquement dans une section « Liens externes », à la fin de l'article. Ces liens sont à choisir avec parcimonie suivant les règles définies. Si un lien sert de source à l'article, son insertion dans le texte est à faire par les notes de bas de page.
- La présentation des références doit suivre les conventions bibliographiques. Il est recommandé d'utiliser les modèles {{Ouvrage}}, {{Chapitre}}, {{Article}}, {{Lien web}} et/ou {{Bibliographie}}. Le mode d'édition visuel peut mettre en forme automatiquement les références.
- Insérer une infobox (cadre d'informations à droite) n'est pas obligatoire pour parachever la mise en page.

Pour une aide détaillée, merci de consulter Aide:Wikification.
Si vous pensez que ces points ont été résolus, vous pouvez retirer ce bandeau et améliorer la mise en forme d'un autre article.
Hervé Asquin, né le 28 avril 1962 à Paris, est journaliste à l'Agence France-Presse (AFP) depuis 1990. 
Entre autres fonctions, il est correspondant à Bonn puis à Berlin, spécialiste des questions de défense, accrédité à l'Elysée lors du quinquennat de François Hollande et directeur du bureau de Strasbourg de l'Agence.

## Biographie
Journaliste aux bureaux de Bonn puis de Berlin de l'AFP de 1994 à 2000, Hervé Asquin a couvert la fin de l'ère Kohl et les premières années du mandat de Gerhard Schröder, le transfert du gouvernement allemand vers Berlin en 1999 et l'intervention américaine en Bosnie en 1995. Il est auditeur de l'Institut des hautes études de défense nationale (56e session nationale) ce qui l'a conduit à se spécialiser sur les questions de défense avec des reportages au Liban sur le déploiement de la Finul II, en Afrique de l'Ouest et en Afghanistan où il a effectué une vingtaine de missions auprès des troupes de la coalition internationale (Fias), de 2006 à 2010.
De 2012 à 2017, il est correspondant de l'AFP à l’Élysée, couvrant le quinquennat de François Hollande, puis est responsable du bureau de Strasbourg de l'Agence, de 2017 à 2022, s'intéressant particulièrement à l'activité de la Cour européenne des droits de l'homme.
Au fil de ces affectations, le journaliste publie plusieurs ouvrages qui, sur des sujets pourtant très différents, relèvent d'une méthodologie commune : partir d'observations effectuées sur le terrain pour approfondir et élargir le sujet.[Interprétation personnelle ?]
Dans « La guerre la plus longue », essai paru en 2013 chez Calmann-Lévy, il estime ainsi que l'intervention américaine et alliée en Afghanistan était vouée à l'échec. « Hervé Asquin ne dore pas la pilule, mais constate les échecs : la formation de l'armée afghane, le pillage des subventions étrangères alimentant la bulle immobilière dans les monarchies du Golfe, la classe politique déconsidérée et l'économie de la drogue florissante », notait le journaliste Jean Guisnel dans une recension de ce livre.
En 2013, paraît aux éditions L'Archipel, « L'Elysée selon Hollande » avec cette confidence prémonitoire du président Hollande : « si, début 2017, l'ambiance est morose, c'est foutu »,. Le livre évoquait une autre petite phrase du président prononcée lors d'une visite chez Michelin, à Clermont-Ferrand, objet d'une « alerte » de l'AFP : « je n'ai aucune raison d'être candidat si le chômage ne baisse pas d'ici à 2017 ». Cette petit phrase deviendra « un marqueur du quinquennat », relèvera le Nouvel Obs.
En 2017, Hervé Asquin publie, de nouveau à L'Archipel, « Le jugement dernier - La Cour européenne des droits de l'homme, ultime recours contre les dérives autoritaires et populistes », un plaidoyer pour la justice internationale.

## Ouvrages
- La guerre la plus longue, l'Occident dans le piège afghan, éditions Calmann-Lévy, 2013  (ISBN 978-2702141977)
- L'Elysée selon Hollande, éditions de L'archipel, 2016  (ISBN 978-2809818789)[8],[9],[10],[11]
- Le jugement dernier - La Cour européenne des droits de l'homme, ultime recours contre les dérives autoritaires et populistes, L'Archipel, 2017
- La liberté de la presse écrite au XXIe siècle, sous direction de Roseline Lettron, CNRS éditions, 2017  (ISBN 9782271114181)
- Le jugement dernier, Préface de Laurent Fabius, éditions de L'archipel, 2024  (ISBN 978-2809840926)